# Алчевский, Василий Иванович
Васи́лий Ива́нович Алче́вский (настоящая фамилия Чередниче́нко; 1904—1975) — советский артист оперетты, обладал особым комедийным дарованием. Также исполнил несколько ролей в кино. Народный артист РСФСР (1959).

## Биография
Родился 26 апреля (9 мая по новому стилю) 1904 года в Ростове-на-Дону.
Сценическую деятельность начал в Ростове-на-Дону в 1924 году.
В 1924—1937 годах работал в передвижных театрах музыкальной комедии, выступал в городах Крыма, Поволжья, Сибири и Дальнего Востока.
С 1937 года Алчевский — артист Московского театра оперетты. Член ВКП(б)/КПСС с 1940 года.
Умер 19 марта 1975 года в Москве. Похоронен на 8-м участке Кунцевского кладбища.

## Награды
- Заслуженный артист РСФСР (3.06.1954).
- Народный артист РСФСР (24.07.1959).

## Творчество

### Фильмография
- 1966 год — «Весна и оперетта» (фильм-спектакль)
- 1962 год — «Композитор Ференц Легар» (фильм-спектакль)
- 1962 год — «Золотая долина» (фильм-спектакль)

#### Озвучивание
- 1967 — «Межа» (анимационный)
- 1960 — «Привидения в замке Шпессарт» (ФРГ)
- 1957 — «Ева хочет спать» (Польша)